# Here Comes Mr. Jordan
Here Comes Mr. Jordan is een Amerikaanse romantische komedie film uit 1941 geregisseerd door Alexander Hall. De hoofdrollen worden gespeeld door Robert Montgomery, Claude Rains en Evelyn Keyes. De film is gebaseerd op het toneelstuk Heaven Can Wait van Harry Segall. In 1978 werd de remake Heaven Can Wait gemaakt.
De film werd genomineerd voor zeven Oscars, waaronder de Oscar voor beste film. De film wist uiteindelijk twee nominaties te verzilveren.

## Rolverdeling
| Acteur                | Personage        |
| --------------------- | ---------------- |
| Robert Montgomery     | Joe Pendleton    |
| Evelyn Keyes          | Bette Logan      |
| Claude Rains          | Mr. Jordan       |
| Rita Johnson          | Julia Farnsworth |
| Edward Everett Horton | Messenger 7013   |
| James Gleason         | Max "Pop" Corkle |
| John Emery            | Tony Abbott      |
| Donald MacBride       | Insp. Williams   |
| Don Costello          | Lefty            |
| Halliwell Hobbes      | Sisk             |
| Benny Rubin           | "Bugsy"          |
| Lloyd Bridges         | Mr. Sloan        |
| Eddie Bruce           | Verslaggever     |
| John Ince             | Bill Collector   |
| Bert Young            | Taxichauffeur    |
| Warren Ashe           | Charlie          |
| Ken Christy           | Plainclothesman  |
| Chester Conklin       | Newsboy          |
| Joseph Crehan         | Doktor           |
| Mary Currier          | Secretaresse     |
| Edmund Elton          | Oude man         |
| Tom Hanlon            | Omroeper         |
| Bobby Larson          | "Chips"          |
| Heinie Conklin        | Verslaggever     |

## Prijzen en nominaties
| Jaar | Prijs          | Categorie                 | Genomineerde(n)                   | Uitslag     |
| ---- | -------------- | ------------------------- | --------------------------------- | ----------- |
| 1941 | Academy Awards | Beste film                | Beste film                        | Genomineerd |
| 1941 | Academy Awards | Beste acteur              | Robert Montgomery                 | Genomineerd |
| 1941 | Academy Awards | Beste mannelijke bijrol   | James Gleason                     | Genomineerd |
| 1941 | Academy Awards | Beste regisseur           | Alexander Hall                    | Genomineerd |
| 1941 | Academy Awards | Beste verhaal             | Harry Segall                      | Gewonnen    |
| 1941 | Academy Awards | Beste bewerkte scenario   | Sidney Buchman en Seton I. Miller | Gewonnen    |
| 1941 | Academy Awards | Beste bewerkte camerawerk | Joseph Walker                     | Genomineerd |